# Mahoutsukai no yakusoku - Promise of wizard
Mahoutsukai no yakusoku (魔法使いの約束? lett. "La promessa del mago"), anche conosciuto come Mahoyaku o Promise of wizard, è un videogioco per dispositivi mobili di genere fantasy e joseimuke sviluppato dall'azienda giapponese Coly e pubblicato nel 2019. Il 2020 ha visto l'inizio della prima trasposizione manga.

## Creazione e sviluppo

### Concezione
In un'intervista rilasciata nell'ottobre del 2020, Tsushimi Bunta ha riferito di aver avuto il primo approccio al fantasy nel 2017, quando l'azienda Coly gli commissionò un nuovo progetto per un videogioco. Con tale genere, la casa intendeva intraprendere qualcosa di diverso rispetto alle opere precedenti. Tsushimi doveva pensare al tipo di fantasia da usare, e, poiché la gente era affascinata da storie sulla reincarnazione o sul teletrasporto in altri mondi, proposti anche da Coly, Bunta vi è partito, esaminando il motivo per cui quei temi fossero tanto popolari. Secondo lui, i punti che attraevano le persone erano concetti quali il desiderio di ripristinare la propria vita, di ricominciare da capo in un nuovo ambiente e la sensazione di onnipotenza. Tuttavia, Tsushimi sentiva che molte donne non avessero quella voglia di resettare la loro esistenza, quindi, mentre continuava a svolgere ricerche sui tipi di magia e fantasia che avrebbero potuto aggradare un pubblico di sesso femminile, si è chiesto se fosse meglio avvicinarsi al mondo della fiaba. Non voleva che tutto ruotasse solo intorno al viaggio del personaggio principale, ma far risaltare un intero mondo. Il passo successivo consisteva nella ricerca di maggiori informazioni su streghe e maghi. Bunta ha scoperto che alle donne piacevano molte cose per le prime importanti, come gemme, piante, fiori e aromaterapia. Perciò, ha pensato che, se avesse inserito tali elementi nella storia, questa sarebbe piaciuta anche ad un pubblico femminile. Tsushimi ha letto molti libri e guardato film che trattassero la predizione del futuro e la magia, è stato ad eventi specializzati nella vendita di articoli ed accessori a tema magico. Si è reso conto che le persone apprezzavano l'atmosfera di un locale buio e scarsamente illuminato da lampade, perciò ha deciso di riprenderla per la stesura della sua sceneggiatura.

### Personaggi
Bunta era preoccupato che il pubblico avrebbe potuto ricordare con difficoltà i nomi di tutti e ventuno i personaggi, ergo ha deciso di dividere questi ultimi in varie categorie e dare loro caratteristiche uniche. Per far risaltare le peculiarità di ciascuno, inizialmente ha pensato ai personaggi come vincitori di venti diversi tipi di competizioni sportive, ma temeva che ciò avrebbe finito per complicare il mondo raccontato e confondere i giocatori. Ecco perché ha deciso di riprendere l'idea che la gente avesse già su streghe e maghi e classificarle in cinque Paesi. Durante la stesura delle scene collettive, Bunta ha cercato di non trascurare alcun personaggio e leggere la storia da ogni punto di vista per non deludere i fans, che guardano sempre le cose dalla prospettiva dei loro personaggi preferiti. Tsushimi ha ricevuto dal direttore Kazuma Kowo consigli su come bilanciare le personalità e i ruoli. Non intendeva creare un personaggio o un Paese super popolare, voleva che i giocatori li amassero tutti, quindi doveva bilanciare relazioni stabili e instabili, assicurarsi che le personalità non si sovrapponessero troppo o si annullassero a vicenda. Importante era l'equilibrio caratteriale all'interno dei Paesi stessi. Il Nord era pieno di maghi forti, quindi sembrava inevitabile che la popolarità di questi “eroi oscuri” sarebbe salita alle stelle. Tuttavia, Bunta non voleva che il Nord fosse inequivocabilmente il più forte, bensì esprimere adeguatamente anche ciò che gli altri Paesi avessero da offrire. In quel periodo, molti giochi per dispositivi mobili collocavano il protagonista in un ruolo di supporto degli altri personaggi, ma Tsushimi ed il produttore hanno preferito coltivare le relazioni individuali tra protagonista e personaggi. Inoltre, fin dal primo incontro, a Tsushimi è stato chiesto di scrivere una storia con un po' più di peso: l'ambizione di Coly era quella di creare qualcosa che risuonasse e rimanesse nel cuore dei giocatori.

## Trama

### Parte 1
Akira si ritrova improvvisamente in un mondo dove umani e maghi convivono; tuttavia, generalmente i primi riservano pregiudizi nei confronti dei secondi, molti sono addirittura ostili, temendone il potere ed attribuendo ad una loro negligenza il disastro causato dall'ultimo attacco della Grande Calamità, denominazione della luna, che una volta all'anno si abbatte sulla terra terrorizzando gli abitanti. Il compito di Akira è quello di sostituire il Saggio precedente ed evocare nuovi maghi che rimpiazzino i caduti ed affianchino quelli prescelti nella periodica battaglia contro l'astro. In tutto, i Maghi Scelti sono ventuno, e si riconoscono dalla Cresta, lo stemma del giglio nero che compare sul loro corpo (ciascuno di loro lo presenta in una parte diversa) quando vengono eletti. Essi provengono da diversi Paesi, e si radunano al maniero nel Regno Centrale per prepararsi al prossimo scontro con la Grande Calamità, in modo da non dover perdere altre vite: dal nord, l'asso Mithra, gli insegnanti gemelli Snow e White, il contorto Owen e l'ex capo bandito Bradley; dall'occidente, il grande filosofo ed inventore Murr, il barista Shylock, il nobile Rustica ed il sarto Chloe; dal centro, Oz, mago più potente al mondo, il Principe Arthur, il Cavaliere Cain e l'"apostolo" Riquet; dall'oriente, il maledittore Faust, il nobile Heatcliff ed il suo vassallo Shino, il cuoco Nero; dal sud, invece, Rutile ed il fratello minore Mitile, il dottor Figaro, loro insegnante, ed il pastore Lennox.
Nel Paese Centrale, si verificano incidenti misteriosi: un enigmatico nemico di umani e maghi vuole evocare la Grande Calamità (per questo troppo vicina nell'ultima battaglia), ma il rituale compiuto al Palazzo dell'Eclissi Lunare fallisce, trasformandosi nel Tobikageri, parte di un'antica magia nera, sigillata molto tempo fa. Esso segna l'inizio della resurrezione dei morti della capitale, che risorgono per cibarsi coi vivi.

### Parte 1.5
Il Saggio ed i suoi maghi devono affrontare il mago burattinaio Obsius, il quale, coadiuvato dalle figlie Aureolin, Violet, Scarlett, Cyan e Viridian — ignari burattini destinati al sacrificio — desidera ricongiungersi all'amata Talia, la Strega di Radica maledetta per aver cercato di maneggiare la magia proibita. A tale scopo, l'uomo deve offrire dei sacrifici alle Bestie Magiche Basilisco (aria), Leviatano (mare) e Minotauro (terra), per evocare il Castello di Radica, errante tra le dimensioni, che prima della Conferenza di Pace dei cinque Paesi s'impossessa di Granvelle, palazzo del Regno Centrale, e con cui Talia si è fusa per scelta.

### Parte 2
Le indagini su Nova portano il Saggio ed i suoi maghi ai resti della Gilda dei Maghi, in oriente, e ad ovest, fondatore della Divisione di Scienze Magiche. La misteriosa morte dei membri della famiglia reale occidentale porta sul trono la Principessa Liliana. Tuttavia, a prendere la corona e lo scettro, con le sembianze dell'erede della famiglia di Cortes, è la potente strega Zara, che nasconde abilmente la sua presenza in occidente, eliminando chiunque si avvicini alla verità. Alleatasi per convenienza a Nova ed un frammento dell'anima di Murr, per espiare le sue colpe verso la defunta gemella persegue lo sviluppo del Paese e la protezione di Rustica, rispettivamente terra e sposo della sorella: tenta, ergo, di compiacere il Saggio ed i suoi Maghi per costringerli a restare al suo fianco in occidente, ed ambisce ad uccidere Oz ed i maghi del Nord, per alimentare con le loro pietre l'Arma Finale, Ultima, e distruggere la Grande Calamità.

## Ambientazione
Nel mondo inventato di Mahoutsukai no yakusoku - Promise of wizard, esistono cinque Paesi, ognuno con le proprie caratteristiche e cultura: il Paese del Nord, il Paese Occidentale, il Paese Centrale, il Paese Orientale ed il Paese Meridionale. Essi sono collegati tramite un ascensore alimentato da Pietre di Mana, ovvero maghi e streghe morti.

### Paese del Nord
Ricca di preziose Pietre di Mana, è una terra gelida, ricoperta di neve e dalla natura ostile, che rende difficile la sopravvivenza per gli umani ed i maghi normali: il Nord rifiuta coloro che non hanno la determinazione per sopravvivere o morire. Il potere è tutto, i deboli muoiono, e solo i forti ottengono la libertà. I maghi del Nord sono molto potenti, orgogliosi, quasi sempre terrificanti per crudeltà ed egoisti, spesso soli, e generalmente odiano lavorare con gli altri.

### Paese Occidentale
È una terra in cui la scienza magica è molto sviluppata e dal profondo divario tra ricchi e poveri. I suoi maghi sono amanti del piacere e del divertimento, e non usano instaurare legami.

### Paese Centrale
Data la sua posizione, è una terra commercialmente prospera, e risponde a leggi e decreti. I maghi del Paese Centrale sono pazienti, virtuosi ed ambiziosi.

### Paese Orientale
Con leggi divise in più di cento volumi, il Paese Orientale ama l'armonia e, probabilmente, repelle l'eresia. Tuttavia, i maghi sono asociali, in quanto molti diffidano degli umani.

### Paese Meridionale
È ricco di terre selvagge e montagne rocciose, qui gli umani ed i maghi collaborano per lo sviluppo. I maghi del Sud sono riconosciuti per essere piuttosto deboli e gentili; per quest'ultima caratteristica, nella scorsa battaglia contro la Grande Calamità i prescelti che venivano dal Paese Meridionale, sacrificatisi per gli altri, sono tutti periti.

## Temi
"Solitudine" è una parola chiave a cui Tsushimi Bunta pensava durante la stesura della storia. Sia il Saggio che i maghi, ha spiegato lo sceneggiatore, hanno dei momenti in cui si sentono incompresi o isolati anche in mezzo alla gente. Tuttavia, Bunta non voleva scrivere ciò in una luce troppo negativa: la solitudine può rendere tristi o far perdere la fiducia in se stessi, ma pure aiutare a scoprire chi si è veramente e tollerare meglio gli altri; con Mahoutsukai no yakusoku - Promise of wizard, Tsushimi vorrebbe mostrare, alle tante persone che sperimentano questo tipo d'isolamento nella società odierna, come sfuggirgli, ma anche accettarlo positivamente in quanto parte della propria vita. Egli bada a non esprimere infinita negatività senza offrire una soluzione. Secondo lo sceneggiatore, i lettori sono più interessati a proseguire con la storia se incontrano modi reali per affrontare quel pessimismo, nonché utili per la vita quotidiana. Mahoutsukai no yakusoku - Promise of wizard presenta persone e maghi con valori diversi, e ciò è qualcosa di assai vero anche nella realtà. Bunta vuole continuare a concentrarsi sul concetto secondo cui la diversità non sempre comporta l'isolamento, viceversa non escluso dall'uguaglianza.

## Struttura del gioco
Mahoutsukai no yakusoku - Promise of wizard è un gioco di addestramento dove i maghi, interagendo con il Saggio (il giocatore), accresceranno il proprio cuore, strettamente legato alla magia.

### Allenamento e missioni
Il giocatore può scegliere quale mago allenare dal mazzo che ha a disposizione, formato tramite gacha e – durante gli Eventi – punti. Ha, inoltre, la facoltà di selezionare, tra le altre carte, la squadra di maghi che parteciperanno all'addestramento, che ne aumenterà la forza. Alla fine della seduta di allenamento, oltre all'ottenimento di oggetti, accresce il livello delle carte in uso fino a sbloccarne la storia, e viene risvegliato un chibi del personaggio prescelto, che potrà aggiungersi agli altri ottenuti e ridestati per sfidare la squadra di un altro giocatore. Salendo di grado, si sbloccano i capitoli della storia principale, altrimenti aperti dalle chiavi acquistabili nel negozio di articoli. Inoltre, un chibi risvegliato un certo numero di volte consente di accedere ad una storia a fumetti a lui dedicata.

### Eventi
Periodicamente, il giocatore può cimentarsi negli Eventi, durante i quali i punti ottenuti gli consentiranno di sbloccare la storia dell'Evento in corso, ricevere le nuove carte inerenti e vari oggetti, mentre due nuovi chibi potranno essere risvegliati. Durante le sedute di addestramento, la squadra di chibi scelti verrà mandata a combattere un nemico.

### Residenza magica
Il giocatore può anche divertirsi a cucinare per uno dei maghi. Salendo di livello, sblocca la Storia d'Affetto del personaggio. È inoltre possibile entrare nella stanza del prescelto e vederlo indossare l'outfit che ha in una delle carte ottenute, nonché sentire le linee vocali dei maghi.

## Media

### Videogioco
Il gioco è stato sviluppato e viene distribuito da Coly a partire dal 26 novembre 2019, con Kowo Kazuma alla direzione e Tsushimi Bunta alla sceneggiatura. Il character design è affidato a Danmil. La sigla d'apertura si intitola Cast Me a Spell, quella di chiusura Flowerworks, mentre il tema della seconda parte Skin-Deep Comedy; le tre canzoni sono eseguite dal gruppo Mili, con la voce di Cassie Wei.
La prima parte della storia principale è suddivisa in ventuno capitoli. La seconda è stata distribuita a partire dal 18 marzo 2022. Gli ultimi due dei ventidue capitoli dovevano essere rilasciati il 31 agosto 2023, ma, a causa di un prolungamento della manutenzione del gioco, l'uscita è caduta il giorno successivo.
La storia della "Serie Festival" è stata proiettata al cinema dal 17 dicembre 2022.

### Manga
Nel 2020 Uta Shininome ha intrapreso l'illustrazione di un manga ispirato al gioco ed edito da Ichijinsha per la collana Comic Zero Sum. Il 30 aprile 2024 è uscito il terzo tankobon con gli ultimi capitoli di Shinonome, sostituito da Shibatarō Nakamura per il seguito, serializzato a partire dal 26 dello stesso periodo ed anticipato da un prologo pubblicato il 28 di marzo.

### Antologia
Il 25 ottobre 2021 Coly ha pubblicato un'antologia dedicata a Mahoutsukai no yakusoku - Promise of wizard, che ha avuto il seguito di un secondo volume. Entrambi contengono illustrazioni di vari artisti, tra cui lo stesso Danmil, e manga disegnati da diversi autori; in alcune storie, il Saggio è una ragazza, in altre appare invece nella sua versione maschile.

### Radio web
Dal 18 gennaio 2022, periodicamente Internet Radio Station Onsen dedica uno spazio apposito a Mahoutsukai no yakusoku - Promise of wizard, con ospiti i doppiatori della serie e Kent Itou (Faust), Yuichi Jose (Lennox) alla conduzione, sostituiti da Takashi Kondo (Oz) ed Atsushi Tamaru (Arthur) per gli episodi dedicati al Paese Centrale, Chihiro Suzuki (Snow) e Shintaro Asanuma (Owen) per il Nord, ancora Itou e Keisuke Koumoto (Heathcliff) per l'Oriente, Mizuki Nakamura (Murr) e Kouhei Amasaki (Chloe) per l'Occidente, Toki Shunichi (Rutile) e di nuovo Yuichi Jose per il Sud. Dopo il ritorno di Kent Itou e Keisuke Koumoto, seguono Atsushi Tamaru e Yuichi Jose, rimpiazzati da Chihiro Suzuki e Mizuki Nakamura, Itou e Koumoto, Nakamura e Katsuyuki Miura (Rustica) per tre puntate speciali.

### Spettacolo teatrale
La prima parte della storia principale ha ispirato uno spettacolo teatrale, Mahoutsukai no yakusoku - Promise of wizard (stage play), conosciuto anche come MahoSute o mahoste, con l'esordio del primo tra i tre capitoli il 15 maggio 2021 al Galaxy Theatre di Tokyo. L'opera ha avuto, nel 2023, un seguito in due parti tratto dalla "Serie Festival". Un adattamento degli Eventi "Etude" è stato invece annunciato per il 2024. La parte 1 ha esordito il 1º di giugno, che ha visto anche la prima, il 28, della Orchestra Music Festival ~ main story; il 30 novembre ha aperto il sipario sulla parte 2 della "Serie Etude", ed il 27 dicembre ha debuttato la Orchestra Music Festival ~ series collection.
A partire da febbraio 2022, Nicomen Channel, Niconico, trasmette regolarmente su MahoSute, mentre un programma radiofonico all'interno della trasmissione Audee Connect va in onda su TOKYO FM e altre stazioni dal 1º maggio 2024.

### Anime
Il 12 novembre 2023, in occasione del quarto anniversario, è stato annunciato un adattamento anime di Mahoutsukai no yakusoku - Promise of wizard. L'uscita è avvenuta il 6 gennaio 2025. La serie è diretta da Naoyuki Tatsuwa presso lo studio Liden Films; alla sceneggiatura, Nanami Higuchi, Nozomi Nagatomo provvede ai character designs. Shuji Katayama (Team-MAX) è responsabile della composizione della musica, prodotta invece da Pony Canyon. Mili torna ad occuparsi della sigla d'apertura, che ha titolo Year N.
In Italia la serie è stata distribuita da Yamato Video su Prime Video in simulcast con sottotitoli in italiano.

## Accoglienza e impatto culturale
Portatore di una novità nel panorama videoludico, con la facoltà di scelta circa il sesso del giocatore, Mahoutsukai no yakusoku - Promise of wizard esprime il meglio di Tsushimi Bunta. Yumiri Hanamori, doppiatrice di Akira nella versione anime, lo definisce un manuale morale per gli adulti, qualcosa che nutre l'anima. L'opera ha riscosso un grande successo presso il pubblico ed il mercato, prendendo spazio sulle copertine di importanti riviste come Animage. Nel gennaio 2021 ha superato i cinque milioni di downloads, oltrepassando i sette a luglio del 2023. Annualmente, la società Animate celebra l'anniversario della nascita di Mahoutsukai no yakusoku - Promise of wizard con un'apposita fiera, durante la quale distribuisce prodotti raffiguranti i personaggi del gioco. In collaborazione con altri marchi importanti, come Sanrio o Bandai, l'opera firmata Coly diventa anche oggetto di mostre, manifestazioni ed eventi, quali Purohalloween, lo spettacolo presso Hakkeijima Sea Paradise di Yokohama in occasione del quarto anniversario e il Wizard's Rose Garden al parco di Namjatown, oltre alle quattro edizioni del proprio Our Magical Party Wiz You, nonché di un primo concerto orchestrale il 15 dicembre 2023 e di un secondo il 27 gennaio 2025. Varie iniziative ruotano, inoltre, intorno al gioco, come caffè. Vincitore del "Creators Inspiration Award" ai "Live2D Creative Awards 2023".
Anche l'opera teatrale è oggetto non solo di mercato, ma pure di eventi ed esposizioni. Il "2.5 Dimension Screening Festival 2022" ne ha, infatti, proiettato i primi tre capitoli, organizzato un talk show con i membri del cast ed una mostra. In collaborazione col coly cafe, è stata anche protagonista di un'esposizione al Tokyo Anime Center.